# Ludwig Andreas Buchner

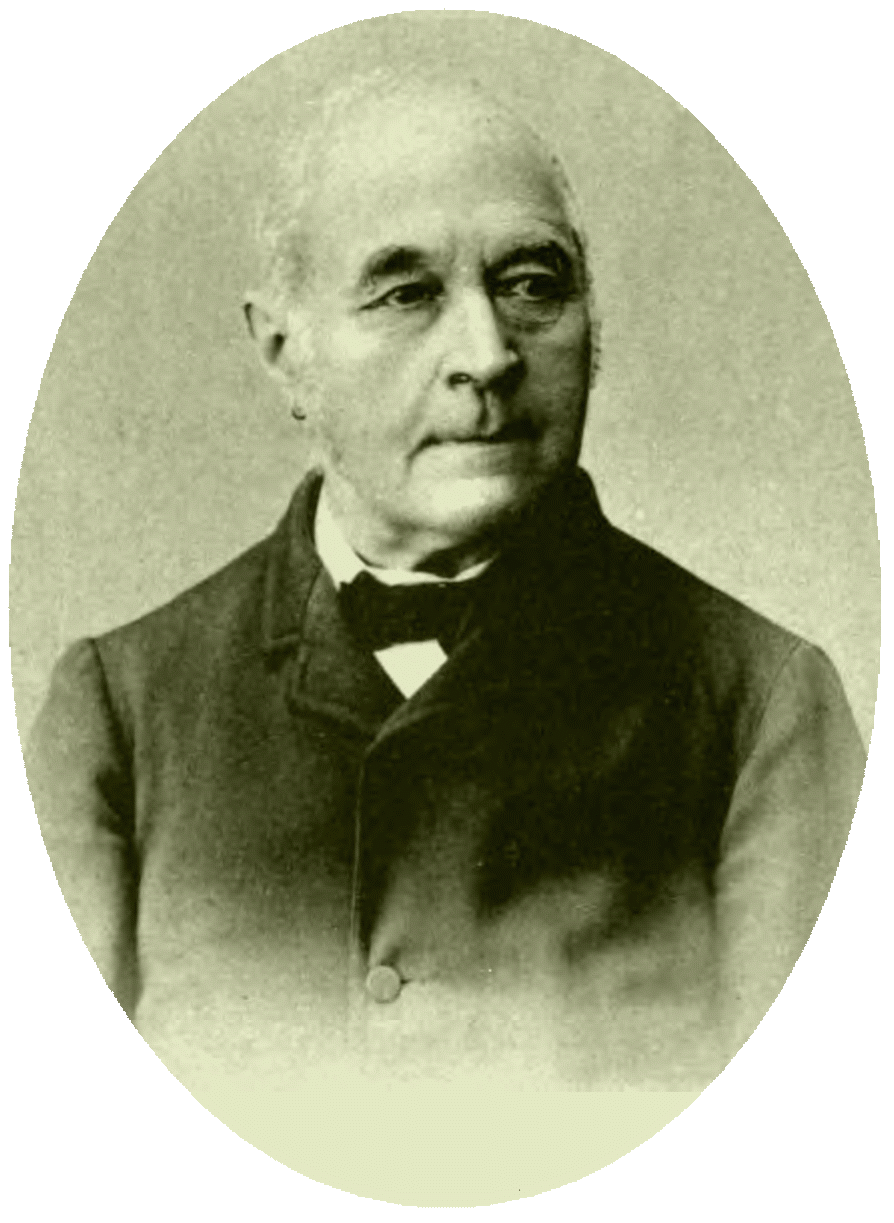
Ludwig Andreas Buchner (Photo)

Ludwig Andreas Buchner (geboren am 23. Juli 1813 in München; gestorben am 23. Oktober 1897 in München) war ein deutscher Arzt und Pharmakologe.

## Biographie
Ludwig Andreas Buchner war der Sohn des Johann Andreas Buchner, der ebenfalls als Pharmakologe bekannt wurde. Nach seinem Schulbesuch in München ging Buchner zum Studium an die Universitäten in Gießen und in Paris. 1839 wurde er im Fach Philosophie promoviert, 1842 folgte die Promotion in der Medizin. 1847 erhielt Buchner eine außerordentliche Professur für physiologische und pathologische Chemie in München, 1852 besetzte er den Lehrstuhl für Pharmazie und Toxikologie an derselben Universität.
Seit 1846 war Buchner außerordentliches und seit 1849 ordentliches Mitglied der königlich-bairischen Akademie der Wissenschaften. Er war zudem Herausgeber der von seinem Vater gegründeten Zeitschrift „Repertorium für die Pharmacie“ von 1852 bis 1876 und veröffentlichte den „Commentar zur Pharmacopoea Germanica“ in München 1872, ein zweibändiges Werk mit deutscher Übersetzung des besprochenen Werkes. Außerdem war er Autor für die Allgemeine Deutsche Biographie, wo er neben dem Artikel zu seinem Vater auch weitere Pharmakologen beschrieb.
Von seinem Vater übernahm er den Ehrenvorsitz des 1831 gegründeten Münchener Vereins studierender Pharmazeuten.
Ludwig Buchner starb 1897 im Alter von 84 Jahren in München.

## Grabstätte

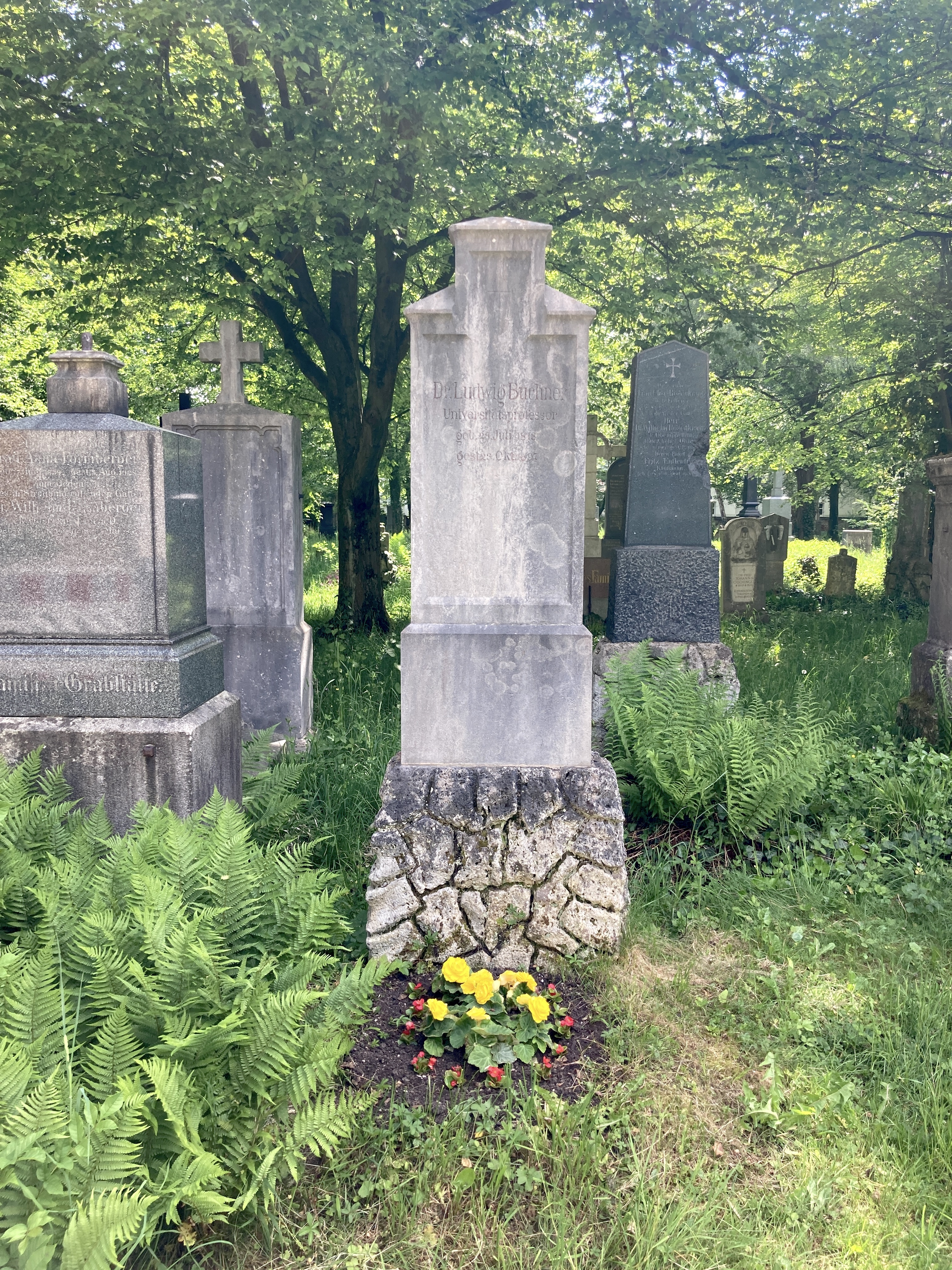
Grab von Ludwig Buchner auf dem Alten Südlichen Friedhof in München

Die Grabstätte von Ludwig Buchner befindet sich auf dem Alten Südlichen Friedhof in München (Gräberfeld 6 – Reihe 16 – Platz 3) Standort.